# 掛橋沙耶香
掛橋沙耶香（日语：／ Kakehashi Sayaka */?，2002年11月20日—）是日本前偶像藝人，為女子偶像团体乃木坂46前成员，岡山縣出身。2018年以乃木坂46四期生身分出道。2024年8月19日自乃木坂46畢業，並退出演藝圈。

## 经历
2002年11月20日，掛橋出生于冈山县。沙耶香这个名字是她的父亲取的，因为「叫沙耶香的人感覺就是一个美女」。
2018年8月19日，掛橋通過坂道聯合徵選。獲得「B.L.T獎」。12月1日，官網上公布個人簡歷。12月3日，在日本武道館舉辦的「乃木坂46四期生見面會」中首次公開亮相。
2019年5月7日，乃木坂46四期生部落格開設。以每日1名成員的方式輪流撰寫，掛橋於5月9日開始，每隔12天撰寫一篇部落格。9月4日發行的乃木坂46第24張單曲《黎明來臨前無須逞強》的收錄曲《給圖書館裡的你》中首次擔任Center。
2020年4月27日，掛橋的個人官方部落格於乃木坂46官方網站正式開通。7月10日，宣布擔任SUENAGA集团的形象大使，出演的電視廣告也開始播出。
2021年3月，從高中畢業。同月17日，宣布首次參演並主演網絡劇《討債甜心》。4月，進入大學就讀。8月15日播出的《乃木坂工事中》，掛橋在乃木坂46第28張單曲《被你罵了》中首次進入選拔。
2022年8月29日，在明治神宮棒球場舉行的乃木坂46「盛夏的全國巡演2022」東京公演的第一日公演中，從一壘板凳席上方的階梯跌落受到輕傷，隨即送醫救治。9月3日，因為從特設舞台跌落導致受到割傷、跌打損傷和局部骨折，宣布需要一段時間專心進行治療。11月2日，在個人部落格中說明事發當時的情況，並表示將會繼續專心治療。
2024年8月10日，在乃木坂46官網內的個人部落格中宣布將於8月19日畢業，同時將退出演藝圈。畢業後將前往海外從事慈善活動。8月18日，最後一次出演《乃木坂工事中》。8月19日，在乃木坂46官方YouTube頻道播出事先錄製的畢業典禮後，正式從乃木坂46畢業，同時從演藝圈引退。8月20日，於乃木坂46官方網站發表最後一篇部落格。8月31日，掛橋位於乃木坂46官方網站內的個人部落格正式關閉。

## 人物
掛橋的昵称是沙酱（さぁちゃん）。家庭有父亲、母亲和哥哥。她的狗在依她的第一印象被命名为「中原幸二」。
優點是不會捉弄別人。缺点是太消极了。
爱好是画画和逛杂货店。
特技是弹吉他。梦想是能在乃木坂46的活動中披露自己的吉他表演和独唱歌曲 。
加入前是乃木坂46的粉丝。曾犹豫过也許會坂道联合徵選中落選，但最後仍報名參加了。
手燈的應援色是橘色和粉紅色，象徵她喜歡的泰迪熊和緞帶。

## 音樂作品
- 標註「★」符號表示該首歌曲有拍攝MV。

### 單曲
乃木坂46
|      | 發行日期      | 單曲名稱              | 參與歌曲名稱        | MV | 備註     |
| ---- | ------------- | --------------------- | ------------------- | -- | -------- |
| 23rd | 2019年5月29日 | Sing Out!             | 第四道光芒          | ★  | 出道作品 |
| 24th | 2019年9月4日  | 黎明來臨前無須逞強    | 給圖書館裡的你      | ★  | Center   |
| 25th | 2020年3月25日 | 幸福的保護色          | I see...            | ★  |          |
| 26th | 2021年1月27日 | 我會喜歡上自己的      | Out of the blue     | ★  |          |
| 27th | 2021年6月9日  | 對不起Fingers crossed | 燙口的洋甘菊茶      |    |          |
| 28th | 2021年9月22日 | 被你罵了              | 被你罵了            | ★  | 選拔     |
| 28th | 2021年9月22日 | 被你罵了              | 熟悉的陌生人        |    |          |
| 29th | 2022年3月23日 | Actually…             | Actually…           | ★  | 選拔     |
| 29th | 2022年3月23日 | Actually…             | 過度解讀            |    |          |
| 29th | 2022年3月23日 | Actually…             | 喜歡上了            |    |          |
| 30th | 2022年8月31日 | 喜歡是件搖滾的事！    | 喜歡是件搖滾的事！  | ★  | 選拔     |
| 30th | 2022年8月31日 | 喜歡是件搖滾的事！    | Jumping Joker Flash | ★  |          |

其他
| 發行日期                                    | 單曲名稱       | 參與歌曲名稱 | MV | 備註         |
| ------------------------------------------- | -------------- | ------------ | -- | ------------ |
| 2020年6月17日（日本） 2020年6月24日（海外） | 世界中的鄰居啊 | —            | ★  | 下載限定歌曲 |

### 專輯
乃木坂46
|        | 發行日期       | 專輯名稱         | 參與歌曲名稱    | 備註 |
| ------ | -------------- | ---------------- | --------------- | ---- |
| 4th    | 2019年4月17日  | 直到此刻化成回憶 | 吻的手裏劍      |      |
| 精選輯 | 2021年12月15日 | Time flies       | 最後的Tight Hug |      |

## 演出
僅列出個人參演，以乃木坂46成員共同名義之相關演出請詳見「乃木坂46 媒體演出」

### 網絡劇
- SAMU的故事（2020年3月20日－28日，dTV（日语：dTV (NTTドコモ)））：飾演 Momo（モモ）[42]
- 討債甜心（2021年3月26日－6月11日，光TV（日语：ひかりTV）、dTV）：飾演 丹羽莉理香（與高桥優、加藤小夏共同主演）[19][43]

### 廣告
- SUENAGA集團
  - 「挑戰自己的人」篇（2020年7月10日－）[15]
  - 「搭乘路面電車」篇（2022年7月7日－）[44]

## 書籍
乃木坂46的書籍請參照「乃木坂46 書籍」

## 外部連結
- 乃木坂46個人介紹頁（日語）
- 掛橋沙耶香 官方部落格 - 乃木坂46官方網站（2020年4月28日－2024年8月31日）（日語）
- 掛橋 沙耶香（乃木坂46）的SHOWROOM專頁（页面存档备份，存于）（日語）